# Френч-Крік Тауншип (округ Мерсер, Пенсільванія)
Френч-Крік Тауншип (англ. French Creek Township) — селище (англ. township) в США, в окрузі Мерсер штату Пенсільванія. Населення — 710 осіб (2020).

## Демографія
Згідно з переписом 2010 року, у селищі мешкала 771 особа в 310 домогосподарствах у складі 220 родин. Було 411 помешкання
Расовий склад населення:
| - 99,0 % — білих - 0,4 % — чорних або афроамериканців - 0,3 % — корінних американців |

До двох чи більше рас належало 0,4 %. Частка іспаномовних становила 1,2 % від усіх жителів.
За віковим діапазоном населення розподілялося таким чином: 23,7 % — особи молодші 18 років, 60,6 % — особи у віці 18—64 років, 15,7 % — особи у віці 65 років та старші. Медіана віку мешканця становила 43,5 року. На 100 осіб жіночої статі у селищі припадало 106,7 чоловіків;  на 100 жінок у віці від 18 років та старших — 107,0 чоловіків також старших 18 років.
Середній дохід на одне домашнє господарство  становив 62 105 доларів США (медіана — 53 229), а середній дохід на одну сім'ю — 71 709 доларів (медіана — 65 385). Медіана доходів становила 50 278 доларів для чоловіків та 31 875 доларів для жінок. За межею бідності перебувало 6,8 % осіб, у тому числі 7,0 % дітей у віці до 18 років та 11,0 % осіб у віці 65 років та старших.
Цивільне працевлаштоване населення становило 389 осіб. Основні галузі зайнятості: освіта, охорона здоров'я та соціальна допомога — 28,0 %, виробництво — 17,2 %, роздрібна торгівля — 14,1 %.